# جیتون
جیتون (ترکمنی: Jeýtun، انگلیسی: Djeitun) یک محوطهٔ باستانی از دورهٔ دوران نوسنگی در جنوب ترکمنستان است، که تقریباً در ۳۰ کیلومتری شمال عشق‌آباد در رشته‌کوه‌های کپه‌داغ قرار دارد. این سکونتگاه از حدود ۷۲۰۰ تا ۴۵۰۰ پیش از میلاد مسیح مسکونی بوده است، احتمالاً با وقفه‌های کوتاهی. جیتون نام خود را به کل دورهٔ نوسنگی در دامنه‌های کوه‌های کپه‌داغ داده است.
فرهنگ جیتون به دورهٔ نوسنگی در آسیای مرکزی تعلق دارد و به عنوان یکی از اولین فرهنگ‌های کشاورزی در آسیای مرکزی شناخته می‌شود. این فرهنگ به خاطر سفال‌های نقاشی‌شده و مجسمه‌های گلی‌اش معروف است. مردم فرهنگ جیتون از کشاورزی و دامداری امرار معاش می‌کردند.

## کاوش‌ها
جیتون توسط الکساندر ماروشنکو کشف شد و از دهه ۱۹۵۰ توسط بوریس کوفین و میخائیل ماسون حفاری شده است.
این محوطه مساحتی حدود ۵۰۰۰ متر مربع را پوشش می‌دهد. این مکان از خانه‌های مستقل با یک پلان هم شکل تشکیل شده است. خانه‌ها مستطیل‌شکل بودند و دارای یک اجاق بزرگ در یک طرف و یک طاقچه روبروی آن و همچنین حیاط‌های مجاور بودند. کف آن‌ها با گچ پوشیده شده بود. ساختمان‌ها از خشت‌های استوانه‌ای آفتاب‌خورده به طول حدود ۷۰ سانتی‌متر و ضخامت ۲۰ سانتی‌متر ساخته شده بودند. گل با کاه خرد شده مخلوط می‌شد.
حدود ۳۰ خانه وجود داشت که می‌توانست حدود ۱۵۰ تا ۲۰۰ نفر را در خود جای دهد.
مجسمه‌های گلی کشف‌شده در مهرگره (پاکستان)، که پیشگام مهمی برای تمدن دره سند است، شبیه مجسمه‌های کشف‌شده در تپه زاغه و جیتون هستند.

## کشاورزی
مردم فرهنگ جیتون جو و دو نوع گندم می‌کاشتند که با چاقوهای چوبی یا استخوانی یا داس‌های تیغه‌سنگی درو می‌شد. آسیاب‌های دستی سنگی و سایر ابزارهای سنگی یافت شد. به نظر می‌رسد این محوطه قدیمی‌ترین شواهد از کشاورزی دیم در آسیای مرکزی را نشان می‌دهد.
گوسفند و بز قبلاً توسط روستاییان اهلی شده بودند، اما آن‌ها همچنین برای تکمیل رژیم غذایی خود شکار می‌کردند. نتایج تحقیقات دیوید آر. هریس نشان می‌دهد که در این منطقه هیچ‌کدام از گونه‌های وحشی گندم تک‌دانه یا جو وجود نداشتند که بتوان از آن‌ها برای اهلی کردن استفاده کرد، بنابراین این‌ها از جای دیگری به‌طور اهلی شده آورده شده‌اند. همین مورد در مورد گوسفند نیز صدق می‌کند. از سوی دیگر، بز وحشی کل و بز در آسیای مرکزی به وفور یافت می‌شد و بنابراین می‌توانست در این منطقه اهلی شده باشد.
انواع مختلفی از نخستین مصنوعات جیتون، مانند مجسمه‌های گلی، سفال‌های تزئینی و تبرهای سنگی کوچک، شباهت‌هایی را با مصنوعات اولیهٔ محوطه‌های نوسنگی کشاورزی در زاگرس، مانند قلعه جرمو (عراق) نشان می‌دهند. این ممکن است نشان‌دهندهٔ حرکت مردم نوسنگی از سرزمین شام به آسیای میانه، از طریق رشته‌کوه‌های زاگرس باشد.
این احتمال وجود دارد که نفوذ جیتون در اواخر به سمت جنوب، از کوه‌های کپه‌داغ به استان کرمانشاه و استان لرستان، به مکان‌هایی مانند تپه گوران، تپه سراب و گنج‌دره گسترش یافته باشد.

## فرهنگ جیتون
با قضاوت از قدمت سنگ چخماق (بسطام)، که اولین سکونتگاه کشف شده با چنین مصنوعاتی است، فرهنگ جیتون ممکن است پیش از ۷۰۰۰ سال قبل از میلاد آغاز شده باشد. در همان منطقه دشت گرگان، دیگر محوطه‌های مرتبط عبارتند از یاریم‌تپه و تورنگ‌تپه.
حدود بیست محوطهٔ باستانی به فرهنگ جیتون منسوب شده‌اند که در دو طرف رشته‌کوه‌های کپه‌داغ یافت می‌شوند. آن‌ها به‌طور خاص در کوهپایه‌های جنوب غربی ترکمنستان رایج هستند. این محوطه‌ها تا شاهرود در غرب و تا هریرود که از افغانستان به سمت شمال جریان دارد، در شرق امتداد دارند.
دو محوطهٔ دیگر جیتون اولیه، چوپان و توقولوق در نزدیکی آن قرار دارند.
منجوقلی‌ده محوطهٔ دیگری است که در آن مصنوعات فرهنگ جیتون کشف شده است. این محوطه برای تعیین گاه‌شماری منطقه‌ای بسیار مهم است. پس از دوره جیتون در ترکمنستان امروزی، فرهنگ آب نو ظهور کرد.